# Харон
Харон или Плутон  је Плутонов сателит. Открио га је 22. јуна 1978. године астроном Џејмс Кристи који је, посматрајући фотографије Плутона, прво уочио да постоји испупчење на планети, а затим је, анализом фотографија из различитих периода, утврђено да је у питању сателит. Име је предложио управо Џејмс Кристи, по Харону, из грчке митологије, старцу који је у свом чамцу превозио душе мртвих у Хадово царство. Године 1985. ово име је и званично прихваћено од Међународне астрономске уније.
Све до краја 2005. године сматран је јединим Плутоновим сателитом, када телескоп Хабл открива још два мања сателита у Плутоновом систему (С/2005 П1 и С/2005 П2). Претпоставка је да је Харон настао на исти начин на који је настао и Месец – ударом великог тела у Плутон, што је у његову орбиту избацило довољно материјала за формирање сателита. 
Црвенкасто-браон капа северног пола Харона састоји се од толина, органских макромолекула који могу бити суштински састојци живота. Ови толини су произведени из метана, азота и сродних гасова који су можда били ослобођени криовулканским ерупцијама на овом месецу, или су можда пренети преко  19.000 km (12.000 mi) из атмосфере Плутона на месец у орбити.

## Карактеристике
Харонов пречник је 1205 km. То је нешто више од половине Плутоновог пречника, што га чини релативно највећим сателитом (у односу на планету) у Сунчевом систему. Овакав однос величина Плутона и Харона неке научнике наводи на идеју да је у питању двојна планета.
Харон се налази 19.640 km од Плутоновог средишта. Његова револуција око Плутона траје 6,38725 дана, што је идентично Плутоновој ротацији, због чега један другом показују увек исту страну. Ротирају ретроградно, супротно смеру револуције око Сунца.
Површина Харона је 4.560.000 km² и прекривена је воденим ледом, за разлику од Плутона који је прекривен азотним ледом. Густина му је 1,71 g/cm3. Унутрашњост Харона се састоји од стена (63%) и леда (37%). Вероватно нема значајнију атмосферу.
Центар гравитације Плутона и Харона се налази изван Плутона, ка Харону, што је јединствен случај у Сунчевом систему.
Дана 19. јануара 2006. године НАСА је лансирала летелицу «Атлас 5» која носи сонду «Нови хоризонти». Циљ мисије је посета последњој неистраженој планети Сунчевог система - Плутону и његовом сателиту Харону.

## Откриће
Харон је открио амерички астроном Џејмс Кристи, користећи телескоп дуг 1,55 m. Своје откриће је објавио преко Међународне астрономске уније, 7. јула 1978. На једној фотографији Плутона појавило се испупчење, накнадна посматрања Плутона утврдила су да је испупчење заправо мање свемирско тело, Харон. Сумње око Хароновог постојања прекинуте су када је Плутон ушао у период од 5 година узајамних помрачења (1985—1990). Ово се дешава само у два интервала у 248 година Плутоновог орбиталног периода. Један од тих интервала се десио убрзо након Хароновог открића. 

## Галерија
- Поглед на Харон сонде Нови хоризонти 11. јула 2015. године.
- Плутон и Харон (уметничка визија).